# Unia Zbawienia
Unia Zbawienia (Towarzystwo Prawdziwych i Wiernych Synów Ojczyzny) – tajne stowarzyszenie polityczne oraz pierwsza organizacja dekabrystów założona w Sankt Petersburgu 9 (21) lutego 1816 roku. Unia powstała na bazie dwóch innych organizacji – Świętej Arteli i Semenowskiej Arteli.

## Przyczyny powstania
Wpływ wojen napoleońskich na przyszłych Dekabrystów spotęgowały kampanie lat 1812–1815. W tych latach koalicja antyfrancuska pokonała wojska Napoleona, a siły rosyjskie pokonały drogę od Moskwy do Paryża. To właśnie w czasie tej epopei dekabryści zobaczyli na własne oczy to co znali z literatury europejskiej, a mianowicie brak pańszczyzny. Wasilij O. Kluczewski nazwał nastrój przyszłych rewolucjonistów „smutkiem patriotycznym”. Zainteresowanie filozofią oświecenia, angielskim prawodawstwem, Konstytucjami USA, Francji czy Hiszpanii, a także wojenna zawierucha lat 1812–1815 spowodowały rewolucję w sposobie myślenia wśród oficerów i szlachty rosyjskiej.

## Historia powstania
Pierwsze tajne organizacje (nazywane przeddekabrystycznymi) w Imperium Rosyjskim zaczęły powstawać już w 1814 roku. Organizacje te nie miały statutu oraz sformalizowanej organizacji, ale członkowie tychże grup angażowali się w dyskusje polityczne, które miały na celu zmianę polityki ówczesnego Imperium. Większość członków przeddekabrystycznych organizacji stała się wybitnymi dekabrystami. Pierwszą tajną organizacją był „Zakon Ryczerzy Rosyjskich”, na którego czele stanął hrabia Matwiej A. Dmitriew-Mamonow oraz generał Michaił F. Orłow. Zakon planował zmianę ustroju Imperium Rosyjskiego z monarchii absolutnej na monarchię konstytucyjną. Zakon był wewnętrznie podzielony i nie było skoordynowanego planu działania jak osiągnąć ten cel.
Drugą organizacją przeddekabrystów była „Święta Artel” na czele z braćmi Murawiow (Nikolaj N. Murawiow i Aleksander N. Murawiow). Członkowie tej organizacji potępiali pańszczyznę jednocześnie dążąc do ustanowienia ustroju republikańskiego.
Trzecią i zarazem najliczniejszą (bo liczącą 15-20 członków) tajną organizacją była „Semenowska Artel” (Siergiej P. Trubieckoj, Siergiej I. Murawiow-Apostoł, Iwan D. Jakuszkin), a także grupa Władmira Fiedosiejewicza Rajewskiego. W 1815 roku na rozkaz Aleksandra I zdelegalizowano „Semenowską Artel”. Wszystkie cztery organizacje działały legalnie lub półlegalnie.
9 (21) lutego członkowie Świętej i Semenowskiej Arteli połączyli się w pierwszą organizację dekabrystów – Unię Zbawienia. Członkami i założycielami organizacji byli oficerowie gwardii: A. N. Murawiow, M. I. Murawiow-Apostoł i S. I. Murawiow-Apostoł, książę S. P. Trubieckoj. Oprócz członków Arteli do Unii Zbawienia przystąpili również: Nikita M. Murawiow, Paweł I. Pestel, major Michaił S. Łunin i pułkownik Fiodor N. Glinka.

## Program
W 1817 roku Unia Zbawienia przyjęła statut napisany przez komisję, w skład której weszli: P. I. Pestel, S. P. Trubieckoj i Iwan A. Dołgorukow. Zgodnie ze statutem Związek Zbawienia został przemianowany na „Towarzystwo Prawdziwych i Wiernych Synów Ojczyzny”. Towarzystwo głosiło: zniesienie pańszczyzny, zastąpienie ówczesnego ustroju samodzierżawia Imperium Rosyjskiego monarchią konstytucyjną. Większość członków zakładało realizację tychże celów w sposób pokojowy, za pomocą nacisku na opinię publiczną. Członkowie Towarzystwa dążyli do demaskowania zła i wad społecznych, w szczególności: ignorancji ludzi, malwersacji, przekupstwa urzędników, okrutnego traktowania żołnierzy, braku poszanowania godności ludzkiej oraz praw osobistych. Mniejsza część społeczeństwa zamierzała działać poprzez drastyczne środki. M. S. Łunin jako pierwszy zaproponował plan zamachu na cara. Propozycja ta została odrzucona przez Pestela, który zaproponował utworzenia tajnego stowarzyszenia, opracowanie konstytucji i bardziej przejrzystej organizacji. Nieporozumienia co do sposobu realizacji ich programu doprowadziły w końcu do kryzysu i rozwiązania organizacji.

## Organizacja
Na czele Unii Zbawienia stała Rada Najwyższa złożona z „bojarów”. Pozostali członkowie zostali podzieleni na „mężów” i „braci”, którzy mieli być zgrupowani w „okręgi” i „zarządy”. Na przeszkodzie stała jednak niewielka liczebność towarzystwa, liczącego nie więcej niż 30-35 członków. Przyjęto głęboką konspirację, z bezwarunkowym podporządkowaniem niższych członków wyższym. Przyjmowanie nowych członków z jednego etapu do drugiego odbywało się za zgodą „bojarów”.

## Historia
Niezgoda co do sposobu realizacji celów Towarzystwa doporowadziła do ostrych sporów wewnątrz stowarzyszenia. We wrześniu 1817 r. doszło do spotkania członków Towarzystwa (tzw. „spisek moskiewski”). Przedmiotem dyskusji była propozycja przeprowadzenia zamachu na cara w czasie jego pobytu na dworze cesarskim w Moskwie przedstawiona Jakuszkina. Większość członków społeczeństwa odrzuciła tę propozycję. W związku z tym, wobec „niedostatku środków do osiągnięcia celu”, carobójstwo zostało zakazane. Doświadczeni członkowie postanowili ostatecznie rozwiązać tę organizację, tworząc na jej bazie nową, bardziej zorganizowaną, szerszą i mocniej zjednoczoną. Jako organizacja przejściowa, w październiku 1817 r. powstało „Towarzystwo Wojskowe”, do którego należała większość członków „Unii Zbawienia”. „Towarzystwo Wojskowe” zostało rozwiązane w styczniu 1818 roku, a na jego bazie powstał „Związek Dobrobytu”.

## W kulturze
W 2019 roku został nakręcony rosyjski film wojenno – dramatyczny pt. „Unia Zbawienia”.